# Mine de Kounrad
La mine de Kounrad, est une mine à ciel ouvert et souterraine de cuivre située dans l'oblys de Karaganda au Kazakhstan.